# Willy Thys
Willy Thys (Nijvel, 1944) is een voormalig Belgisch syndicalist en bestuurder.

## Levensloop
Thys werd als jonge spoorwegarbeider syndicaal actief in de winter van 1960-'61 tijdens de staking tegen de Eenheidswet. Begin jaren 70 werd hij vervolgens aangesteld tot voorzitter van het Syndicat chrétien des cheminots et de la culture (SCCC).
In de jaren 80 was hij stichtend voorzitter van de linkse christendemocratische politieke beweging en partij Solidarité et Participation (SeP), als reactie op het bezuinigingsbeleid van de Rooms-blauwe regering Martens-Gol. Na de tegenvallende federale verkiezingen van 1985 keerde Thys terug naar de ACV. In 1987 werd hij aangesteld als adjunct-algemeen secretaris van deze vakbond, waar hij belast was met de ondersteuning van het Waals regionale comité onder leiding van Josly Piette en François Cammarata. In 1992 werd hij genoemd als opvolger van Robert D'Hondt als algemeen secretaris van het ACV, het was echter Piette die verkozen werd in deze functie.
In 1996 volgde hij de Argentijn Carlos Custer op als secretaris-generaal van het Wereldverbond van de Arbeid (WVA), een functie die hij uitoefende tot de fusie van het WVA met het Internationaal Verbond van Vrije Vakverenigingen (IVVV) op 1 november 2006 tot het Internationaal Vakverbond (IVV). Vervolgens was hij tien jaar voorzitter van het Waals-Brabantse Mouvement ouvrier chrétien (MOC). Hij werd in deze hoedanigheid in september 2013 opgevolgd door Eddy de Gelaen.